# San Agustín del Guadalix
San Agustín del Guadalix es un municipio y localidad española de la Comunidad de Madrid, junto a la autovía A-1. Cuenta con una población de 13 762 habitantes (INE 2024).

## Geografía

### Situación
El municipio de San Agustín del Guadalix se ubica al norte de la provincia y de la Comunidad de Madrid, en el área de transición entre la sierra de Guadarrama y la depresión del Tajo. La zona urbana se distribuye en cuatro grandes áreas: el núcleo de San Agustín, la urbanización de Valdelagua y dos núcleos de uso industrial, al norte y al sur del núcleo.
Municipios limítrofes con San Agustín del Guadalix:
| Noroeste: Colmenar Viejo, Pedrezuela | Norte: El Molar, Pedrezuela | Nordeste: El Molar |
| Oeste: Colmenar Viejo                |                             | Este: El Molar     |
| Suroeste: Colmenar Viejo             | Sur: Colmenar Viejo         | Sureste: Algete    |

San Agustín del Guadalix forma parte del denominado Norte Metropolitano de Madrid, junto a los municipios de Alcobendas, Algete, Cobeña, Colmenar Viejo, San Sebastián de los Reyes y Tres Cantos. Las principales características del Norte Metropolitano de Madrid son su cercanía a la capital, su alta conectividad y accesibilidad en los transportes públicos y su gran dinamismo económico.

### Hidrografía

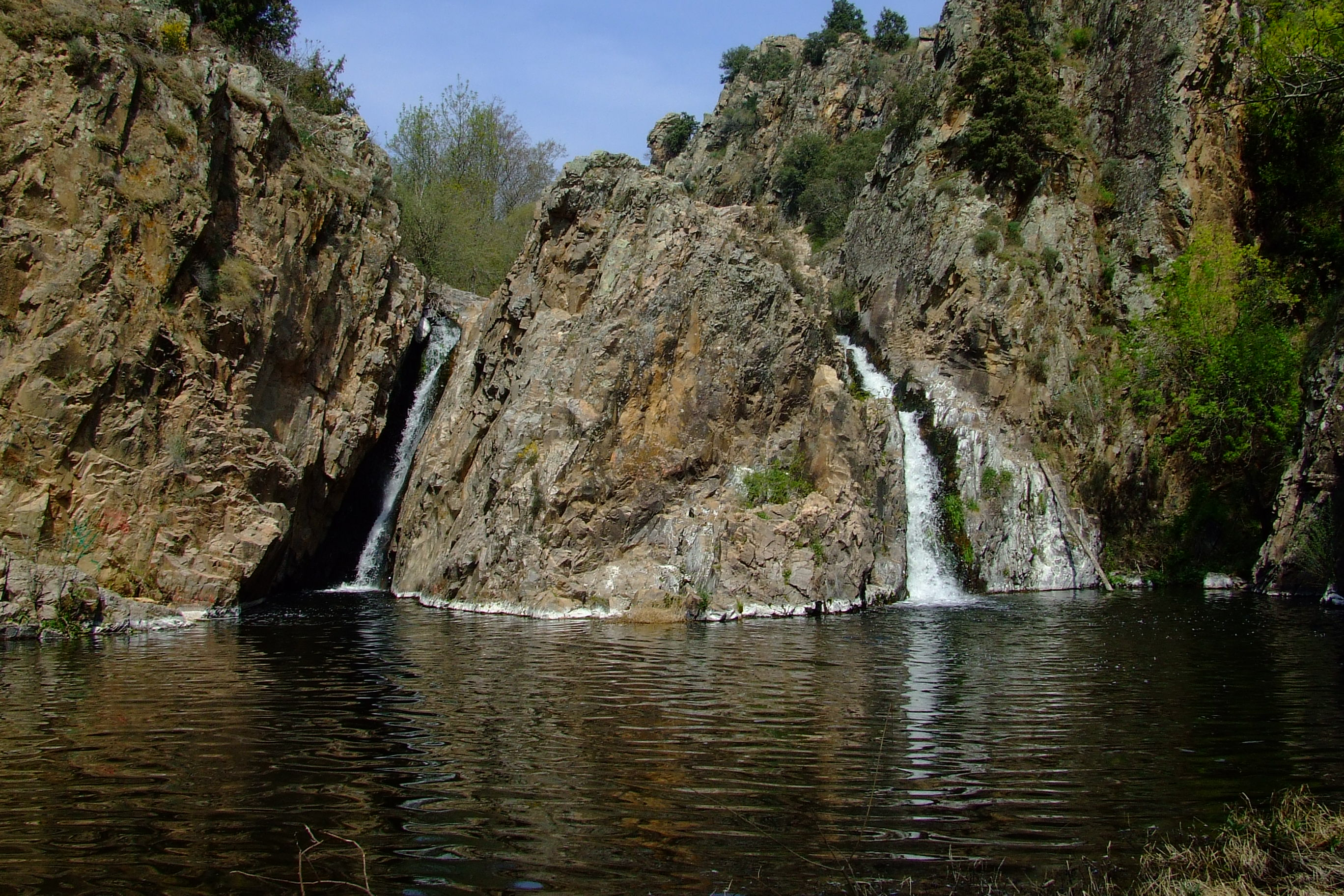
Charco del Hervidero

El término municipal es cruzado de norte a sur por el río Guadalix, al que vierten sus aguas (dentro del municipio) por el margen derecho los siguientes arroyos: del Caño, de Fuente Lucas, del Barranco Hondo y de la Fresnera, y por el margen izquierdo los siguientes arroyos: de Monteviejo, de Segoviela y de los Cañitos. Dentro del término municipal, el Guadalix crea las cascadas del Charco del Hervidero.
La morfología del terreno condiciona las características generales de la red hidrográfica existente. Los cauces que circulan por el municipio de San Agustín del Guadalix pertenecen a la cuenca hidrográfica del río Tajo, y más concretamente a la subcuenca del río Jarama. Este río recorre la Comunidad de Madrid de norte a sur por su mitad este, recogiendo las aguas de la mayoría de los cursos de agua que nacen en la vertiente sur de la sierra de Guadarrama.
Uno de los principales tributarios del Jarama es el río Guadalix, siendo a su vez el cauce más importante que circula por el municipio. El río Guadalix atraviesa el municipio por su borde oriental en dirección norte-sur, captando las aguas de una serie de arroyos cuyos ejes principales discurren en dirección noroeste – sureste. El Guadalix presenta un régimen pluvio-nival, registrando los mayores caudales en primavera, coincidiendo con el deshielo, y un fuerte estiaje en los meses estivales.
Entre los afluentes del río Guadalix destacan el arroyo del Caño, el arroyo de la Sima de la Fuente o el arroyo de la Fresneda. Los dos primeros nacen dentro del término municipal, desembocando en el río Guadalix en las proximidades del casco urbano. El tercero, el más meridional, nace en las cumbres del cerro de San Pedro, fuera del municipio, y desemboca en el Guadalix en el extremo suroriental del término, por encima de la urbanización Valdelagua. Estos tres arroyos son estacionales, apareciendo totalmente secos durante los meses estivales, salvo en las zonas donde los ganaderos han propiciado la formación de balsas artificiales para abrevar al ganado. Otros cauces de menor entidad que circulan por el municipio son: el arroyo Buitrera, arroyo del barranco Hondo, de los Chopos, del Prado de los Barrancos, de la Retuerta, de Valdeoliva, de la Escalerilla, de Navalperal, de la Horma, de Matahonda, de las Huertas, de las Higueras.
Aunque no se trate de cauces naturales, es reseñable la presencia de una serie de canales de agua que discurren por el municipio. En concreto, 5 canales del sistema de abastecimiento de agua de Madrid: Canal Bajo, Canal Alto, Canal de El Atazar, Canal del Guadalix y Canal de El Vellón. El Canal Bajo fue el primitivo canal de abastecimiento de agua a la ciudad de Madrid, inaugurado por la reina Isabel II en 1858.

### Entorno natural
En los alrededores de la localidad se encuentra la laguna de los Patos, que acoge a distintos tipos de reptiles y anfibios y a gran variedad de aves, como el ruiseñor, el petirrojo, la oropéndola o el jilguero. En su bosque de ribera, donde podemos contemplar especies como el aliso, sauce, fresno o el abundante chopo.
Dehesa de Moncalvillo

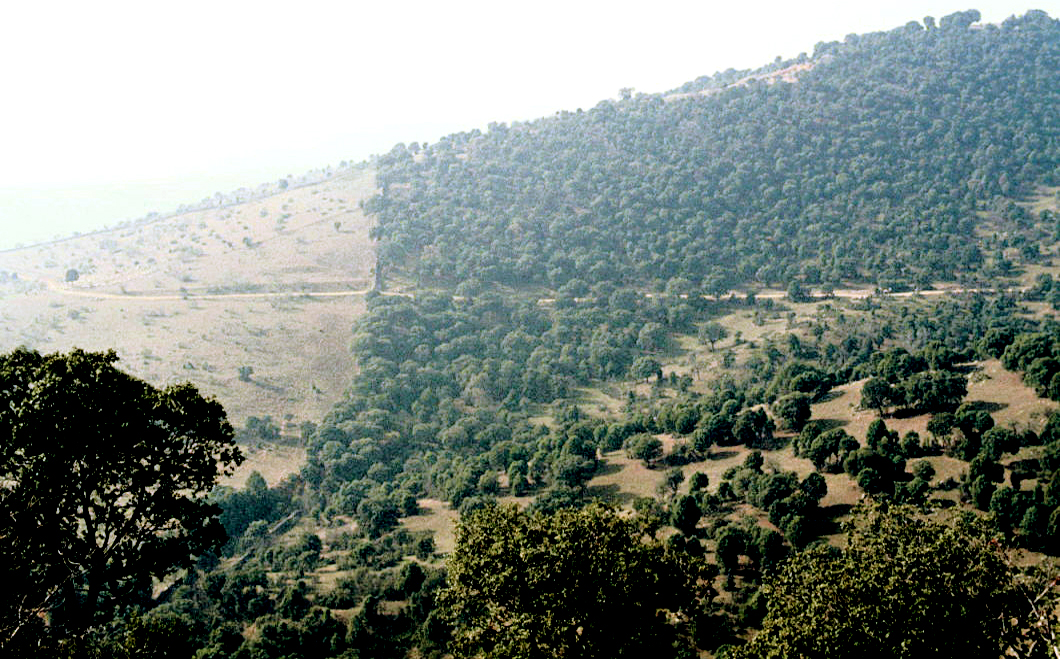
Dehesa de Moncalvillo en 1983

Según el régimen jurídico aplicable (Ley 16/1995, de 4 de mayo, Forestal y de Protección de la Naturaleza de la Comunidad de Madrid), los montes se clasifican en Montes de régimen general y Montes de régimen especial. Dentro de los Montes de régimen especial se encuentran los declarados de Utilidad Pública, Protectores, Protegidos y Preservados. El resto de los montes, cualquiera que sea su titularidad, se consideran sometidos al régimen general. Según el Catálogo de Montes de Utilidad Pública de la provincia de Madrid, en el municipio de San Agustín del Guadalix se localiza el monte de utilidad pública n.º 132 Dehesa de Moncalvillo.
Las dehesas son un componente fundamental del espacio serrano madrileño, ocupando históricamente una superficie considerable y que aún hoy están presentes en el municipio de San Agustín como la Dehesa de Moncalvillo. 
El valor natural de la Dehesa de Moncalvillo, una de las mejores fincas ganaderas de la Comunidad de Madrid, es debido precisamente al uso ganadero y forestal que en ella se ha desarrollado desde la Edad Media. El mantenimiento de la actividad ganadera es además la única garantía de conservación de sus valores ecológicos, paisajísticos, culturales y productivos.
El aprovechamiento de la dehesa por el ganado ha favorecido el establecimiento de un perfecto equilibrio ecológico, siendo responsable de los elevados índices de diversidad biológica, y, por tanto, del alto valor ecológico del ecosistema. Por otra parte, y como se ha descrito previamente, la Dehesa presenta una serie de formaciones vegetales de gran interés como las alisedas del Guadalix o los enebrales centenarios modelados por prácticas tradicionales de poda, además de encinares, fresnedas, quejigos y serbales, todos ellos de gran interés ecológico.
En esta zona es posible contemplar dos tipos de encinares en función del suelo en el que se desarrollan. Sobre suelos silíceos crece un sotobosque de jaras, tomillo y retamas, mientras que, en terrenos calizos, más ricos en especies vegetales, florece el romero y el espino negro.
El carácter multifuncional de la Dehesa propicia una amplia diversidad paisajística en su interior, localizándose majadas, pastos, matorrales y monte bajo, monte hueco con árboles de porte medio, etc.
También se localizan en el municipio el cerro de Valdeoliva y la márgenes del río Guadalix.

## Historia
Por restos de cerámica y utensilios encontrados por labriegos y constructores, parece ser que fue fundado por los iberos junto al actual Camino ancho. Del período romano se han hallado columnas y un sarcófago de piedra en el Alto de la Iglesia. Igualmente se han hallado restos visigodos.
Durante la Reconquista muchos de los habitantes de la comarca son reclutados en 877 por el emir Mohamed I de Córdoba para luchar contra los cristianos. En 932, las tropas leonesas de Ramiro II de León atravesaron Somosierra y Guadarrama, expulsando a los árabes. Durante un tiempo el pueblo queda en tierra de nadie.
No será hasta 1084, que Alfonso VI de León conquiste definitivamente San Agustín en su marcha hacia Toledo y manda repoblar la zona con gentes de Castilla.
Juan I de Castilla cede en 1382 la villa, que petenecía a la corona de Castilla a Pedro González de Mendoza. La villa permanece en manos de la familia de Mendoza hasta que en 1461 Pedro González de Mendoza, obispo de Calahorra la intercambia por otras posesiones a Diego Arias Dávila, Contador mayor de Enrique IV de Castilla. Su hijo Juan Arias de Ávila fue el primero de los Condes de Puñonrostro, cuyo escudo de armas continúa plasmado en el actual escudo de San Agustín.
Juana I de Castilla y Aragón otorga a San Agustín, a principios del siglo XVI, el título de villa autorizándole el uso de horca, pica, cepo, cadena, azote y otras insignias y prerrogativas de jurisdicción y justicia.
En el siglo XVII es declarada dehesa boyal para el pasto de ganado mayor y menor, frente a la parte de Pedrezuela que se reparte entre los vecinos. Esto provoca conflictos entre el conde de Puñonrostro y el pueblo, pero así se libró de la desamortización de Mendizábal de 1798.
En el siglo XIX, durante la Guerra de la Independencia el pueblo es ocupado por el ejército francés. En una sola noche, tras pernoctar en la iglesia, la destruyeron e incendiaron, dejando el Archivo Municipal hecho cenizas.
Hasta la reforma de la nomenclatura municipal de 1916 el municipio se llamaba simplemente San Agustín. En dicha fecha su nombre fue modificado por el de San Agustín del Guadalix. El 6 de septiembre de 2001 se publicó en el Boletín Oficial del Estado (BOE) la denominación definitiva.

## Demografía
Cuenta con una población de 13 762 habitantes (INE 2024).
| Gráfica de evolución demográfica de San Agustín del Guadalix entre 1842 y 2021 |
| |
| Población de derecho según los censos de población del INE Población de hecho según los censos de población del INEEn estos censos se denominaba San Agustín: 1842, 1857, 1860, 1877, 1887, 1897, 1900 y 1910 |

En 1917 la población sobrepasaba los 500 habitantes. Según los datos del censo de 1986, la población era entonces de 2459 habitantes; en 2008 cuenta con 10 433 vecinos. Este aumento demográfico, apenas alcanzado por tanto en la última década, ha hecho que la estructura del pueblo haya pasado de casas de pueblo de uno o dos patios, generalmente con corral, a algunos bloques de pisos y principalmente urbanizaciones de chalets adosados.
En 2017 la población rondaba los 13 000 habitantes, llegando a ser considerado ya como una pequeña ciudad. Tradicionalmente sus habitantes se habían dedicado a la agricultura y a la ganadería, lo cual ha desaparecido ya que en la actualidad la mayoría de la población o bien trabaja en la industria de reciente creación, o se traslada a la capital a trabajar.

## Transporte

### Autobuses
Situado en la corona tarifaria B3 del Consorcio Regional de Transportes de Madrid, el municipio cuenta con 8 líneas de autobús, 6 de ellas con cabecera en Madrid en el Intercambiador de Plaza de Castilla, además de una de ellas prestando servicio nocturno todos los días de la semana. Dentro del casco urbano se encuentran 6 paradas situadas en la avenida de Madrid (3 de ida y 3 de vuelta) así como 2 adicionales en el polígono industrial norte (una de ida y otra de vuelta). Al sur del municipio las líneas de autobús realizan paradas en la vía de servicio de la A-1 (4 de ida y 2 de vuelta), además de contar con 3 paradas dentro de la urbanización Valdelagua.
- 166: San Sebastián de los Reyes - Urbanización Valdelagua
- 191: Madrid (Plaza de Castilla) - Buitrago del Lozoya
- 193: Madrid (Plaza de Castilla) - Pedrezuela - El Vellón
- 194: Madrid (Plaza de Castilla) - Rascafría
- 195: Madrid (Plaza de Castilla) - Braojos
- 196: Madrid (Plaza de Castilla) - La Acebeda
- 727: Colmenar Viejo FF.CC. - San Agustín del Guadalix
- N104: Madrid (Plaza de Castilla) - El Molar

### Largo recorrido
- VAC-242: Madrid (Avenida de América) - Aranda de Duero / El Burgo de Osma

Esta parada se realiza bajo demanda y con billetes adquiridos anteriormente. La parada del autobús se realiza en la calle del Búho Real Nº3, junto a la Glorieta Puerta de la Sierra.

## Servicios

### Educación
En San Agustín del Guadalix hay cuatro guarderías (una pública y tres privadas), dos colegios públicos de educación infantil y primaria (CEIP Infanta Leonor y CEIP Virgen de Navalazarza), y un instituto de educación secundaria y bachillerato (IES San Agustín del Guadalix). Para el curso académico 2023-2024 el IES San Agustín del Guadalix ha ampliado su oferta educativa ofreciendo la titulación de Formación Profesional de Grado Medio de Técnico en Guía en el Medio Natural y de Tiempo Librey, la FP Básica de Técnico en Acceso y Conservación en Instalaciones Deportivasy, Técnico en Servicios Administrativos.

## Cultura

### Patrimonio

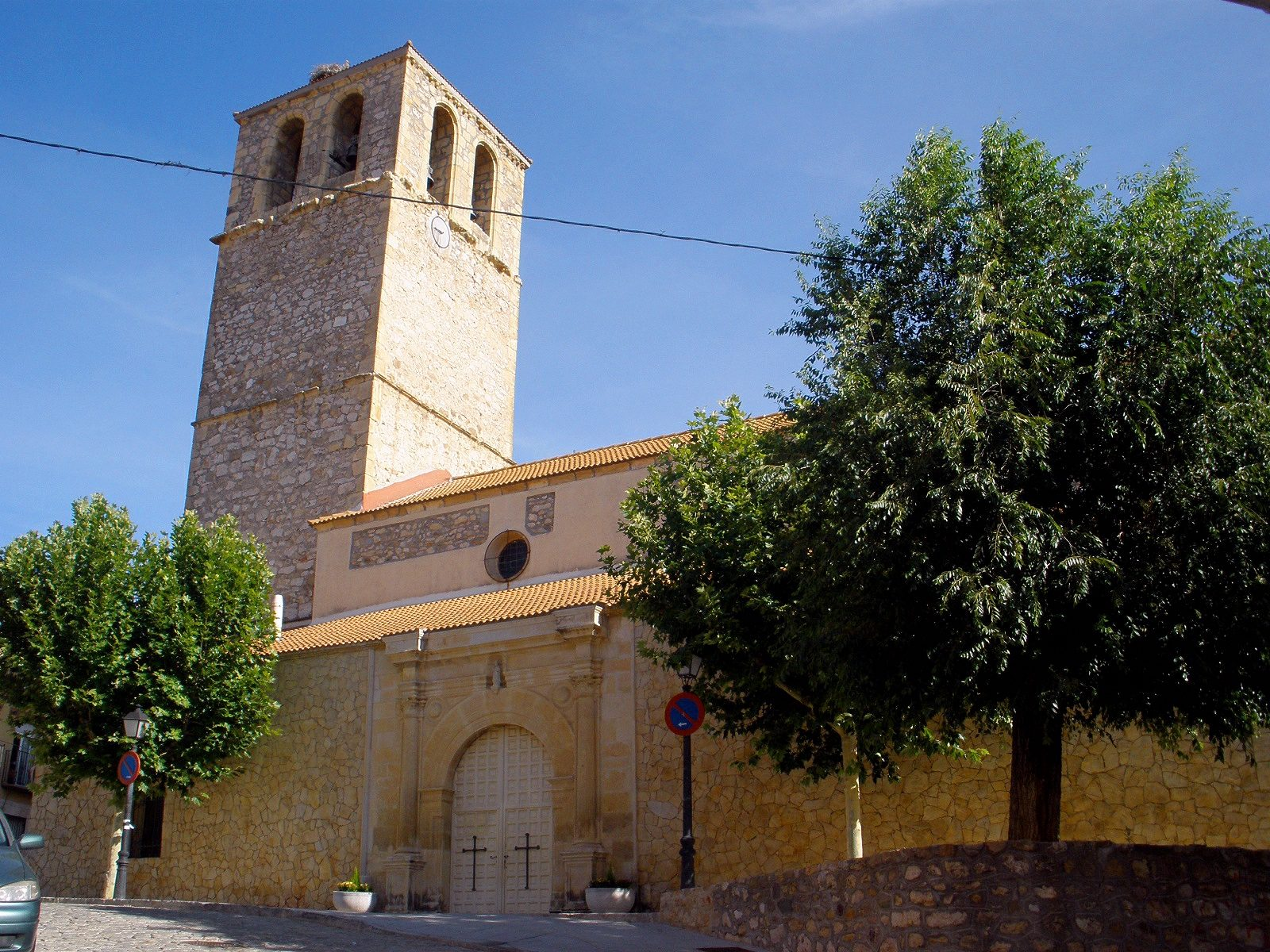
Iglesia parroquial de San Agustín
Fue construida en el siglo XVI, de estilo renacentista purista, aunque ha sufrido transformaciones en las sucesivas restauraciones que ha sufrido a lo largo de los años. Se ubica en el cerro más alto del casco urbano de San Agustín. Se advierten vestigios de que se empezó a construir en el siglo XIV en el solar de otro templo más antiguo. El exterior de la iglesia presenta los muros lisos, de mampostería, con sillares en los ángulos rectos, excepto los muros exteriores de la nave principal que son una combinación de ladrillo y mampostería. La monotonía de sus líneas es rota por seis contrafuertes de refuerzo, detalle del viejo templo gótico.
La iglesia consta de dos naves y cabecera rectangular enmarcada por sus dos contrafuertes. La torre está situada al pie de la nave principal y se divide en cuatro cuerpos separados por una moldura de piedra, decoradas las dos superiores con perlas isabelinas. Es cuadrangular, muy esbelta, hecha de piedra y cal. El campanario tiene dos vanos de medio punto por frente, excepto en la cara norte que sólo tiene uno.
La portada, labrada en piedra caliza, constituye un ejemplo claro del estilo renacentista purista, del segundo tercio del siglo XVI. Se compone de un pórtico con arco de medio punto y flanqueado por dos columnas con capitel corintio. La puerta está orientada hacia el sur. El pórtico original fue destruido durante la Guerra de la Independencia.
Las naves están separadas por tres arcos de medio punto y sobre pilares rectangulares. La nave principal está cubierta por un artesonado de madera, y la cabecera por una bóveda de crucería estrellada cuyos nervios se apoyan sobre ménsulas decoradas con temas varios. La luz penetra en el templo a través de seis óculos modernos, colocados ambos lados de la nave principal y la cabecera.
El coro se sitúa a los pies y en alto y está sustentado por dos columnas de fundición. También a los pies se encuentra la capilla de la Virgen de Navalazarza, patrona del municipio de San Agustín del Guadalix. La iglesia, durante su existencia, ha sufrido numerosas reformas y arreglos.
Casa consistorial
Edificio del siglo XIX, de dos plantas formado por tres cuerpos, unidos entre sí en la restauración reciente. El principal corresponde al antiguo Ayuntamiento y los otros dos edificios a las antiguas escuelas.
Se trata de sencillas construcciones de dos plantas ejecutadas en ladrillo y posteriormente revocadas, conservando el ladrillo visto en las esquinas y en el remarcado de las jambas y de los dinteles en el arco rebajado de los huecos de puertas, ventanas y balcones, así como en las líneas de imposta y cornisa en las que se afiligrana con simplicidad.
El edificio ha sido totalmente remodelado y ampliado para dar cabida a las instalaciones municipales, conservándose únicamente sus fachadas.
Acueductos del Canal de Isabel II
Además de la iglesia parroquial de la localidad, en el término municipal se encuentran los acueductos del Canal de Isabel II, con cinco canales del sistema de abastecimiento de agua de Madrid: Canal Bajo, Canal Alto, Canal de El Atazar, Canal del Guadalix y Canal de El Vellón. En estos canales existen estructuras de obra para salvar algunos tramos que resultan llamativas.

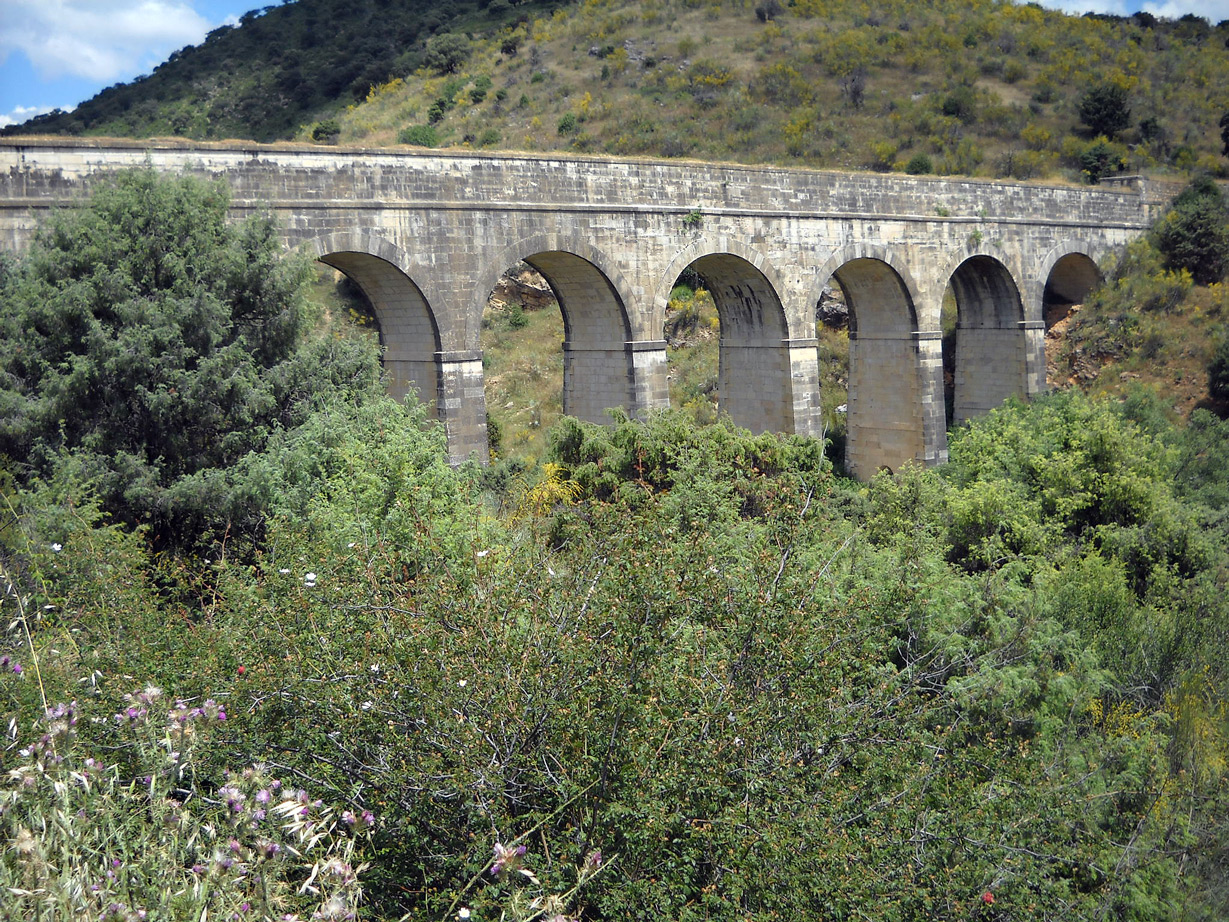
Acueducto de La Retuerta: el más largo (170 m) y alto (28 m) del Canal Bajo

La estructura más espectacular es el acueducto de La Retuerta, en el Canal Bajo, que fue el primitivo canal de abastecimiento de agua a Madrid, inaugurado por la reina Isabel II en 1858. Este puente-acueducto es el de mayor tamaño de este canal, constando de dos cuerpos: el inferior con un arco escarzano y el superior con ocho arcos de medio punto, teniendo una longitud de 170 m y una altura máxima de 28 m. Está construido con bóvedas y entrepaños de mampostería y aristones de sillería. Si se remontara el arroyo que salva este acueducto, se encontrarían, a menos de 2 km, otras dos estructuras de obra, menos espectaculares y más modernas, por las que pasan el Canal de El Atazar y el Canal Alto.
Siguiendo, aguas abajo, el trazado del Canal Bajo unos 2 kilómetros, aunque ya en el término municipal de Colmenar Viejo, se encuentra otro acueducto: el de La Sima, también de dos cuerpos. Existe una foto, realizada por Charles Clifford, durante la construcción de esta obra. Muy cercano a este, un poco más abajo, aparece el acueducto de Valcaliente, ya de tamaño mucho más modesto.

### Fiestas
El tercer domingo de mayo se celebra el taral o romería, fecha en la que la imagen de la Virgen de Navalazarza es llevada a la ermita.
Las fiestas patronales, en honor a la Virgen de Navalazarza, se celebran la tercera semana de septiembre, siendo ya habituales los festejos taurinos y encierros. El día 28 de agosto es también la fiesta patronal.
También se siguen celebrando las «Rondas de los quintos», la primera en el mes de marzo, en la que los quintos queman el mayo, y otra el día 8 de septiembre, fecha en la que los quintos bajan la virgen al pueblo.